# Заріфа Алієва
Заріфа Азіз кизи Алієва (азерб. Zərifə Əziz qızı Əliyeva; 28 квітня 1923 року; село Шахтати Шарурского району Нахчіванської Автономной Республіки, СРСР — 15 квітня 1985 року, Москва СРСР) — азербайджанський лікар-офтальмолог, автор нових методів лікування очних захворювань, академік Академії наук Азербайджанської РСР, професор, дружина третього Президента Азербайджану Гейдара Алієва і мати чинного Президента Азербайджану Ільхама Алієва.
- Автор близько 150 наукових праць, 12 монографій, підручників та навчальних посібників, 1 винаходу та співавтор 12 раціоналізаторських пропозицій, науковий керівник сотні докторів наук та докторів філософії.[1]
- Азіза Алієва. Батько Заріфи Алієвої обіймав високі посади, був ректором, міністром, секретарем Центрального Комітету охорони здоров'я Азербайджанської РСР, заступником прем'єр-міністра[2].

## Біографія. Навчання та професійна діяльність
Заріфа Алієва народилася 28 квітня 1923 року в селищі Шахтахти Шарурського району Нахчіванської Автономної Республіки. У 1942 р. закінчила середню школу з відзнакою та вступила лікувально-профілактичний факультет Азербайджанського державного медичного інституту, який також закінчила з відзнакою у 1947 році.
У 1947—1949 pp. на дворічних курсах спеціалізації у Всесоюзному Центральному інституті удосконалення лікарів (Москва) опановувала спеціальність лікаря-офтальмолога. Заріфа Алієва отримала вчений ступінь доктора філософії (1959), захистила дисертацію на здобуття наукового ступеня доктора наук у Науково-дослідному інституті хвороб очей імені Г.Гельмгольца (Москва), а в 1977 році їй було присуджено звання професора, вона була обрана дійсним членом Академії наук Азербайджану (1983). Заріфа Алієва працювала науковим співробітником у НДІ очних хвороб (1949), старшим науковим співробітником (1960—1967), а потім завідувачем кафедри очних хвороб Азербайджанського державного інституту удосконалення лікарів (1967—1985).
Заріфа Алієва брала активну участь в організації та проведенні лікувальних та профілактичних заходів щодо боротьби з трахомою. Основними напрямками її наукової діяльності в галузі офтальмології були фізіологія органу зору, профілактика, діагностика та лікування очних патологій, що з'явилися під впливом професійних захворювань, стан органу зору у працівників деяких підприємств хімічної промисловості, герпетична хвороба ока, гострі вірусні кон'юнктивіти, анатомо-фізіологічна характеристика системи ока, сучасні методи хірургічного лікування сльозотечі, очні хвороби при діабеті, терапевтична офтальмологія, основи іридодіагностики, проблеми глаукоми та ін.
Академік брала участь у низці міжнародних конгресів та симпозіумів. За ініціативи З. Алієвої вперше в Баку на високому рівні було проведено пленум правління Всесоюзного товариства офтальмологів (1977). Пленум підтримав ініціативу професора З. А. Алієвої щодо створення першої в Азербайджані спеціалізованої науково-дослідної лабораторії з вивчення професійної патології органу зору. У цій лабораторії, створеній з ініціативи Зарифи ханум в 1979 році в Інституті фізіології імені А. І. Гараєва Академії наук Азербайджану, було успішно проведено цілу низку глибоких досліджень з вивчення фізіологічних, клінічних, функціональних, гістологічних механізмів впливу на орган зору виробничих шкідливих факторів малої інтенсивності. За результатами наукових досліджень Заріфа Алієва опублікувала ряд монографій, зокрема, «Професійна патологія очей у шинному виробництві», «Офтальмологія при хронічній йодовій інтоксикації» та «Профілактика професійних захворювань очей у йодовій промисловості», які знайшли загальносвітове визнання.
У 1981 році за цикл наукових досліджень у галузі професійної патології органу зору, які зробили великий внесок у розвиток офтальмології, професор З. А. Алієва була відзхначена найвищою нагородою в галузі офтальмології — премією Академії медичних наук СРСР імені академіка М. І. Авербаха. Цікавим фактом є те, що професор Заріфа Алієва була першою жінкою — вченим, удостоєною такої високої нагороди.
Зарифа ханум Алієва є одним із авторів колективної фундаментальної праці «Терапевтична офтальмологія». Це керівництво до сьогодні є настільною книгою для кожного офтальмолога у повсякденній практичній діяльності.
Визнанням багаторічної науково-дослідної роботи стало обрання у 1983 році професора З. А. Алієвої академіком Академії Наук Азербайджанської Республіки.
Академік Заріфа Алієва вела велику громадську роботу, будучи членом Комітету захисту миру колишнього СРСР, заступником голови Азербайджанського комітету захисту миру, членом правління товариства «Знання» та членом президії наукового товариства офтальмологів колишнього СРСР, входила до редакційної колегії журналу «Вісник офтальмології» (Москва).

## Мати, дружина, Перша леді Азербайджану
Поряд із науковою діяльністю, Заріфа ханум була дбайливою матір'ю, прекрасною, вірною дружиною. Вона виховала двох дітей, гідних своїх батьків, які люблять Азербайджан, є гордістю своєї країни. Кажуть, мати любить свою дитину більше, ніж себе. Зарифа ханум була саме такою матір'ю. Її чоловік, Президент Гейдар Алієв, разом з яким вона пройшла нелегкий життєвий шлях, був людиною, великою особистістю, яка присвятила своє життя Азербайджану, не шкодувала своїх сил в ім'я святих ідей.

Заріфа Алієва знала і любила літературу, з дитинства багато читала. Прекрасно грала на фортепіано, любила азербайджанські народні пісні, цінувала класику та твори азербайджанських композиторів. І все це було невипадково, коріння життєвої філософії Зарифи-ханум треба шукати у її дитинстві. Пізніше, ставши матір'ю, вона повторювала: 
Дитинство надто важливий для людини етап усвідомлення себе. Саме у дитинстві людина дізнається, що таке доброта, співчуття.
Як зазначав відомий азербайджанський журналіст Азад Шаріф:
У нас у республіці теж дотримувалися загальної традиції, тут ще був вплив мусульманського чинника, хоча перші особи Азербайджану в останні десятиліття були людьми цілком світськими. Але з дружиною у суспільство виходити було прийнято. Цю традицію першим порушив Гейдар Алієв. З початку свого керівництва республікою поруч із ним завжди була Заріфа-ханум. Вона трималася з гідністю, ніби поряд, але не попереду. Це стало приводом, щоб і інші керівники приходили на урочисті заходи, вистави та концерти із дружинами. Заріфа-ханум підходило бути першою жінкою республіки: елегантна, інтелігентна, вона з усіма трималася привітно і рівно. Звичайно, вона сприятливо впливала на Гейдара Алієва. 

## Родина
- Чоловік — Гейдар Алієв (10.05.1923 — 12.12.2003), радянський і азербайджанський державний, партійний і політичний діяч, третій президент Азербайджану, двічі Герой Соціалістичної Праці (1979, 1983).
  - Донька — Севіль Гейдар кизи Алієва (нар. 12.10.1955).
    - Онук — Азер огли Алієв (нар. 1986), колишній важкоатлет, який представляє Азербайджан, віце-президент Федерації важкої атлетики Азербайджану (з 2016 року).

  - Син — Ільхам Алієв (нар. 24.12.1961), азербайджанський державний та політичний діяч, четвертий президент Азербайджану.
    - Онучка — Лейла Алієва (нар. 3.07.1984), азербайджанський громадський діяч, головний редактор журналу «Баку», віце-президент Фонду Гейдара Алієва та голова представництва Фонду в Росії, генеральний координатор Молодіжного форуму ОВК з міжкультурного діалогу, голова Азербайджану — АМОР, Засновник IDEA — Ініціативи міжнародного діалогу з охорони навколишнього середовища, президент Федерації йоги Азербайджану.
      - Правнук — Алі Агаларов (нар. 1.12.2008).
      - Правнук — Мікаіл Агаларов (нар. 1.12.2008).
      - Правнучка — Аміна Агаларова (нар. 9.04.2014).

    - Онучка — Арзу Ільхам кизи Курбанова (нар. 1989).
      - Правнук — Айдин Самед огли Курбанов (нар. 2012).
      - Правнучка — Арзу Самед кизи Курбанова (нар. 2016).

    - Онук — Гейдар Ільхам огли Алієв (нар. 1997).

## Пам'ять Україні
Парк Дружби імені академіка Заріфи Алієвої був відкритий у 2011 році за ініціативою державної нафтової компанії Азербайджанської Республіки «SOCAR».
У 2004 році на місці майбутнього парку, коштом азербайджанської громади, на її честь встановили пам'ятник. Авторами роботи стали скульптор Гурбанов Сейфаддін Алі огли, архітектори В. Рак і Б. Піаніда.
Парк маленький і має площу всього 1га, але при цьому він дуже насичений та приємний. У ньому росте багато зелених насаджень, декоративних дерев, кущів, квітів є лавки для відпочинку і дитячий майданчик на якому стоять скульптури гномів.

Також у різних країнах можна зустріти парки, сквери, пам'ятники цій визначній жінці, особистості.

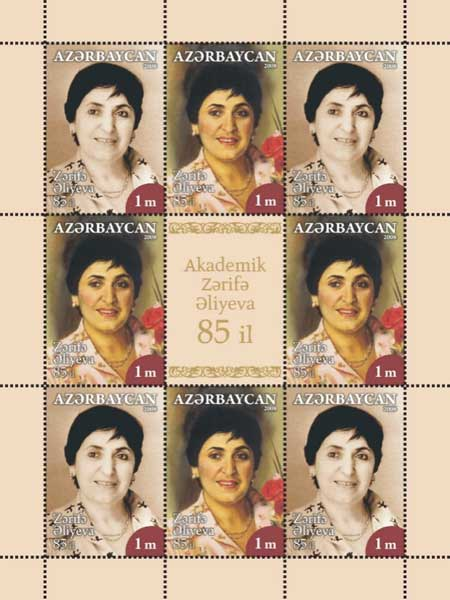
Поштові марки із зображенням Заріфи Алієвої
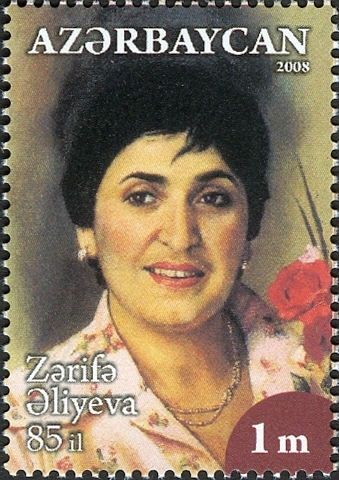
Поштова марка з портретом Заріфи Алієвої
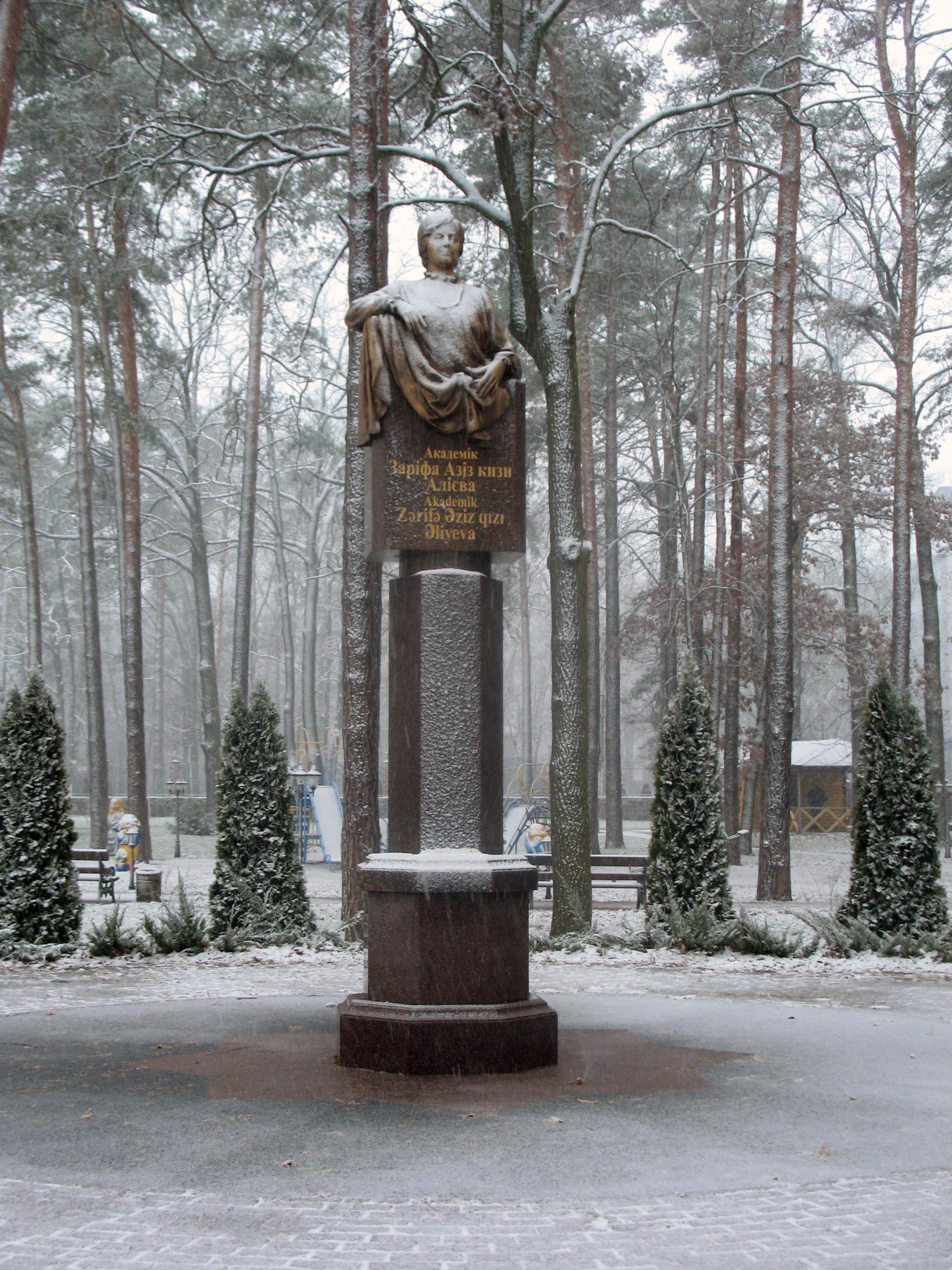
Памятник Академіку Заріфі Алієвій у місті Ірпінь, Україна
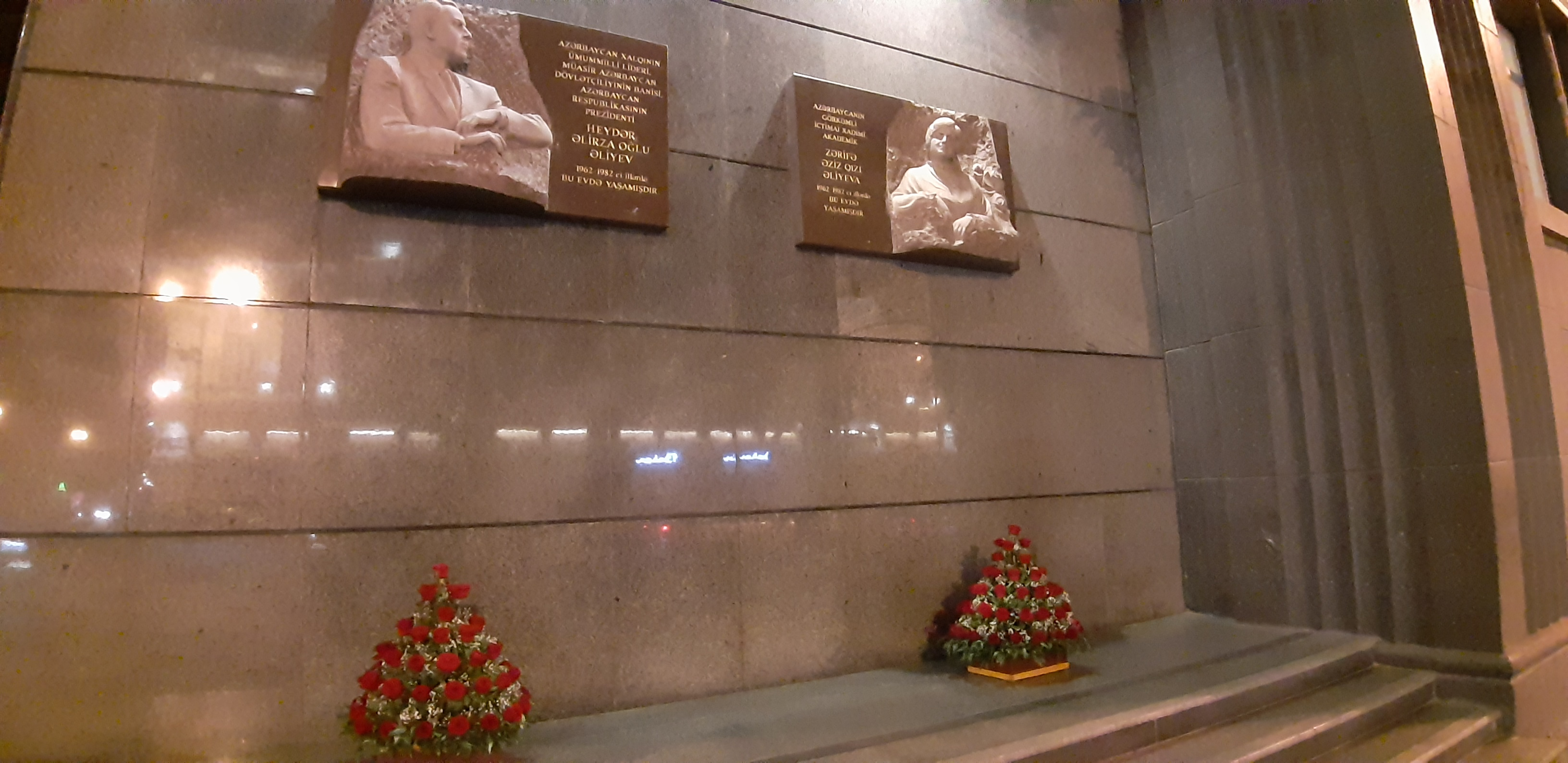
Барельєфи із зображеннями Гейдара Алієва та Заріфи Алієвої